# باول منساه
باول منساه (بالإنجليزية: Paul Mensah)‏ هو لاعب كرة قدم غاني، ولد في 13 أكتوبر 1999. لعب مع نادي بوتوشاني.

## وصلات خارجية
- باول منساه على موقع قاعدة بيانات كرة القدم.إي يو (الإنجليزية)
- باول منساه على موقع Soccerway.com (الإنجليزية)
- باول منساه على موقع عالم كرة القدم.نت (الإنجليزية)